# Territorio (go)
En el juego de estrategia go el territorio está formado por las intersecciones en el tablero que se encuentren vacías. podemos distinguir dos tipos de territorio:
- Territorio Privado: Intersecciones que se encuentran dentro de algún cerco de uno u otro jugador.

- Territorio Público: Es aquel que no está cercado por ninguno de los dos jugadores.

El territorio privado es el que cuenta como conquistado por el jugador que lo ha cercado, mientras que el público no se considera conquistado, por lo que no influye en el puntaje final.

## Retoque de fronteras
Hay ciertos territorios conquistados que no se encuentran protegidos del todo, pero que si el jugador contrario los atacase perdería de todas formas, luego son parte del territorio privado de quien lo tiene cercado, como el territorio de blanco en la esquina inferior derecha de la foto.